# Apanteles electilis
Apanteles electilis är en stekelart som beskrevs av Vladimir Ivanovich Tobias 1964. Apanteles electilis ingår i släktet Apanteles och familjen bracksteklar. Inga underarter finns listade i Catalogue of Life.